# ディラック場
ディラック場（英語: Dirac field）とは、場の理論においてスピン 1/2 のフェルミ粒子を記述するスピノル場である。相対論的量子力学において、ディラック方程式に従う場としてポール・ディラックにより導入された。

## 概要
ディラック場 ψ(x) は微小ローレンツ変換の下で
{\displaystyle i[M_{\mu \nu },\psi _{a}(x)]=x_{\mu }\partial _{\nu }\psi _{a}-x_{\nu }\partial _{\mu }\psi _{a}+i(S_{\mu \nu })_{a}{}^{b}\,\psi _{b}}
と変換する。スピン行列 S はガンマ行列によって
{\displaystyle S_{\mu \nu }={\frac {i}{4}}(\gamma _{\mu }\gamma _{\nu }-\gamma _{\nu }\gamma _{\mu })}
と表される。ディラック場はガンマ行列の行列成分と同じ添え字をもち、4次元時空においては4成分の場である。ディラック表示やカイラル表示などガンマ行列の表示によって見かけの成分は変化する。

## 自由場
相互作用をしない自由ディラック場はディラック方程式
{\displaystyle i\gamma ^{\mu }\partial _{\mu }\psi -m\psi =0}
に従う。m はディラック場を量子化した粒子の質量と解釈される。
ディラック方程式を導くラグランジアンは
{\displaystyle {\mathcal {L}}(\psi ,\partial \psi )=i{\bar {\psi }}\gamma ^{\mu }\partial _{\mu }\psi -m{\bar {\psi }}\psi }
である。ここで ψ は ψ のディラック共役。

## カイラリティー
4次元時空において、ガンマ行列により
{\displaystyle \gamma _{5}\equiv i\gamma ^{0}\gamma ^{1}\gamma ^{2}\gamma ^{3}}
で定義される行列 γ5  は
{\displaystyle (\gamma _{5})^{\dagger }=\gamma _{5},~(\gamma _{5})^{2}=1,~\{\gamma ^{\mu },\gamma _{5}\}=0}
の性質を持つ。γ5 はカイラリティーと呼ばれる。
γ5 は固有値 ±1 をもち、固有値 +1 の部分空間は左手型成分（left-handed, LH）、−1 の部分空間は右手成分（right-handed, RH）と呼ばれる。射影演算子を
{\displaystyle P_{L}\equiv {\frac {1-\gamma _{5}}{2}},~P_{R}\equiv {\frac {1+\gamma _{5}}{2}}}
により定義すれば、
{\displaystyle \psi _{L}=P_{L}\psi },
{\displaystyle \psi _{R}=P_{R}\psi }
として左手型、右手型の成分に分解することが出来る。
定義から明らかなように、左手型成分と右手型成分を足せば元のスピノルとなる。
{\displaystyle \psi _{L}+\psi _{R}=\psi }
また、ガンマ行列をかけるとカイラリティーが変わる。
{\displaystyle \gamma _{5}(\gamma ^{\mu }\psi _{L})=+\gamma ^{\mu }\psi _{L},~\gamma _{5}(\gamma ^{\mu }\psi _{R})=-\gamma ^{\mu }\psi _{R}}

## ワイルスピノル
ワイル表示ではカイラリティは
{\displaystyle \gamma _{5}={\begin{pmatrix}-\mathbf {1} &\mathbf {0} \\\mathbf {0} &\mathbf {1} \\\end{pmatrix}}}
となる。つまり、スピノルの上2成分が左手型成分、下2成分が右手型成分となる。
ディラック・スピノルをカイラリティーで分けた2成分スピノルをワイル・スピノルと呼ぶ。
{\displaystyle \psi ={\begin{pmatrix}\xi \\{\bar {\eta }}\\\end{pmatrix}}}.
ψ はディラック・スピノル（4成分）、ξ, η はワイル・スピノル（2成分）。
ディラック方程式をワイルスピノルで書けば、
{\displaystyle i{\frac {\partial {\bar {\eta }}}{\partial t}}+i{\boldsymbol {\sigma }}\cdot \nabla {\bar {\eta }}-m\xi =0}
{\displaystyle i{\frac {\partial \xi }{\partial t}}-i{\boldsymbol {\sigma }}\cdot \nabla \xi -m{\bar {\eta }}=0}
となる。質量がゼロのとき
{\displaystyle i{\frac {\partial \xi }{\partial t}}=i{\boldsymbol {\sigma }}\cdot \nabla \xi }
{\displaystyle i{\frac {\partial {\bar {\eta }}}{\partial t}}=-i{\boldsymbol {\sigma }}\cdot \nabla {\bar {\eta }}}
となり、これはワイル方程式と呼ばれる。